# 感應 (黎明專輯)
《感應》是香港歌手黎明的錄音室專輯，全碟收錄10首歌曲，當中8首由雷頌德監製、2首由陳永明監製，專輯於1996年12月23日由唱片公司寶麗金首次發行。此專輯曾參與香港IFPI唱片銷量認證，獲頒發白金唱片（銷量達五萬張以上）。

## 製作及發行
專輯《感應》採用了雷頌德的「non-stop」風格，以一浪接一浪的方式編排歌曲，首先由序曲〈我走來走去〉到主打歌〈感應〉，然後是節拍強勁的〈懺悔者〉及揉合了外國當時流行的「dream music」的快歌〈雜念〉等。主打歌〈感應〉原本命名為〈默契〉，歌名與鄭秀文主唱的歌曲相同，時任寶麗金中文唱片部總經理王凱文表示，歌曲出現相同名字的情況在唱片業很常見，鑑於當時尚未使用「默契」這名字做過宣傳如拍廣告及唱片封套，因此才決定把歌名更改為〈感應〉，另一主打歌〈原來戀愛〉是一首旋律由慢變快的作品。此專輯於黎明舉行巡迴演唱會期間製作，黎明在英國倫敦的海德公園拍攝專輯相片，以配合專輯的英倫風格，並分別在香港、上海、巴黎、倫敦灌錄歌曲，由雷頌德全程監製，專輯母帶存放在位於嘉利大廈的寶麗金錄音室，於1996年11月尾進行後期混音處理，其後因受到嘉利大廈大火影響而延期出版。

## 曲目列表
| 曲序     | 曲目           |              | 作曲           | 编曲     | 製作人   | 备注                          | 时长  |
| -------- | -------------- | ------------ | -------------- | -------- | -------- | ----------------------------- | ----- |
| 1.       | 我走來走去     | 雷頌德、黎明 | 雷頌德、黎明   | 雷頌德   | 雷頌德   | 國語歌曲                      | 1:38  |
| 2.       | 感應           | 陳少琪       | 雷頌德         | 雷頌德   | 雷頌德   |                               | 3:13  |
| 3.       | 懺悔者         | 潘源良       | 雷頌德         | 雷頌德   | 雷頌德   |                               | 4:19  |
| 4.       | 雜念           | 林夕         | 雷頌德         | 雷頌德   | 雷頌德   | 電影《賭神3之少年賭神》主題曲 | 4:05  |
| 5.       | 開放           | 周耀輝       | 雷頌德         | 雷頌德   | 雷頌德   | 嘉湖山莊廣告歌曲              | 3:33  |
| 6.       | 原來戀愛       | 黃偉文       | 雷頌德         | 雷頌德   | 雷頌德   |                               | 3:39  |
| 7.       | 時間 時間      | 黃偉文       | 陳輝虹         | 雷頌德   | 雷頌德   |                               | 3:27  |
| 8.       | 一封給朋友的信 | 北北蟬       | 天恩           | 雷頌德   | 雷頌德   |                               | 2:34  |
| 9.       | 過來人         | 黃偉文       | 唐奕聰         | 唐奕聰   | 陳永明   |                               | 4:39  |
| 10.      | 妳是誰         | 潘源良       | Steve Barakatt | 唐奕聰   | 陳永明   |                               | 4:34  |
| 总时长： | 总时长：       | 总时长：     | 总时长：       | 总时长： | 总时长： | 总时长：                      | 35:41 |

## 幕後製作人員
以下是《感應》的幕後製作人員名單：
- 鍵琴：雷頌德（曲目1－8）、唐奕聰（曲目9,10）、孫偉明（曲目9）
- 結他：雷頌德（曲目1－5,8）、鄧建明（曲目9）、神童（曲目9,10）
- 尼龍弦結他：Danny Leung（曲目6）
- 貝斯：林志宏（曲目4,5,7）
- 音色伴奏：雷頌德（曲目1－8）
- 和音：雷有曜（曲目9,10）、周小君（曲目1－8）、鄭鴻昌（曲目1－8）、曹潔敏（曲目1－8）、雷頌德（曲目1－8）、陳美鳳（曲目1－8）、陳碧清（曲目1－8）、雷有輝（曲目1－8）、譚錫禧（曲目1－8）
- 混音：Frankie Hung（曲目1－8）、Robert Porter（曲目1－8）、吳子良（曲目9,10）、Simon Chan（曲目1－8）、阿銘（曲目1－8）、蘇志雄（曲目1－8,10）、謝永昌（曲目1－8）、陳永明（曲目9,10）、魏志明（曲目1－8）、David Ling Jr.（曲目9）
- 錄音：Frankie Hung（曲目1－8）、Robert Porter（曲目1－8）、吳子良（曲目9,10）、Simon Chan（曲目1－8）、阿銘（曲目1－8）、蘇志雄（曲目1－8）、謝永昌（曲目1－8）、陳永明（曲目9,10）、魏志明（曲目1－8）
- 美術指導：奚仲文
- 攝影：Lawrence Ng
- 圖像設計、插圖：模擬城市之友
- 監製：雷頌德（曲目1－8）、陳永明（曲目9,10）
- 經理人公司：百事活娛樂事業有限公司

## 流行榜成績
以下是《感應》專輯的派台歌曲名單，以及其歌曲在香港四大電子媒體音樂流行榜的最高位置。
| 派台歌曲／流行榜 | 903專業推介 | 中文歌曲龍虎榜 | 新城電台勁爆本地榜 | 勁歌金榜 |
| ---------------- | ----------- | -------------- | ------------------ | -------- |
| 〈原來戀愛〉     | 冠軍        | 冠軍           | 冠軍               | 冠軍     |
| 〈感應〉         | 冠軍        | 冠軍           | 冠軍               | 冠軍     |
| 〈開放〉         | 亞軍        | 第5位          | 冠軍               | 未能上榜 |

## 獎項
以下是收錄於《感應》專輯的歌曲獲頒發的獎項：
- 電視廣播有限公司1996年度勁歌金曲季選——第四季得獎歌曲〈原來戀愛〉
- 電視廣播有限公司1997年度勁歌金曲季選——第一季得獎歌曲〈感應〉
- 新城電台1997年度新城勁爆頒獎禮—— 民歌獎〈開放〉[17][18]